# Hidrolízis
A hidrolízis (a görög hydro- [víz] és lysis [leválás] szavakból) általában a kémiai kötések vízmolekulák addíciója általi felhasadását jelenti. Összefoglalva, a hidrolízis az a kémiai folyamat, amelyben egy vízmolekula beépül az anyagba. Egy szénhidrát hidrolízis útján összetevőire, cukormolekulákra való bomlása (például amikor a szacharóz bomlásakor glükóz és fruktóz keletkezik) ilyen folyamat. A hidrolízis tulajdonképpen az anyagok lebomlásának egyik módja.

## Fajtái
Egyes esetekben ez az addíció mind az anyag, mind a víz molekuláinak kettéhasadásával jár. Az efféle reakciókban a célmolekula egyik töredéke (vagy a kiindulási anyag) egy hidrogéniont szabadít fel a vízből.

### Sók
A hidrolízis egyik legközönségesebb formája amikor egy gyenge savnak vagy egy gyenge bázisnak (vagy mindkettőnek) a sója ionokra bomlik a vízben. Ilyenkor a víz spontán ionizál, hidroxidionok (OH-) és hidrogénionok (H+) keletkeznek. A só szintén disszociál, az alkotó anionjaira és kationjaira bomlik a vízben. Például a nátrium-acetát vízben oldva felbomlik nátriumionra (Na+) és acetátionra (CH3COO-). A nátriumionok kis mértékben reakcióba lépnek a vízben lévő hidroxidionokkal, míg az acetátionok pedig ecetsavat képezve a hidrogénionokkal. Ebben az esetben a hidroxidionok túlsúlya miatt lúgos kémhatású oldat alakul ki.
Erős savak is átmehetnek hidrolízisen. Például a kénsav (H2SO4) vízben oldása hidrolízissel jár, oxóniumionok (H3O+) és biszulfátionok (HSO−4) keletkeznek, majd később még egy hidrogénion leadásával a biszulfátion szulfátionná (SO2−4) alakul. Egyenlettel leírva:
{\displaystyle \mathrm {H_{2}SO_{4}+H_{2}O\rightleftharpoons HSO_{4}^{-}+H_{3}O^{+}} }
{\displaystyle \mathrm {HSO_{4}^{-}+H_{2}O\rightleftharpoons SO_{4}^{2-}+H_{3}O^{+}} }
A reakciót még technikaibban és pontosabban leírja a Brønsted–Lowry-féle sav-bázis elmélet.

### Észterek és amidok
A sav-bázis-katalizált hidrolízisek nagyon gyakoriak; ezek egyik példája az észterek vagy az amidok hidrolízise. Ez akkor fordul elő, amikor egy nukleofil (nukleon-vonzó szer, pl. víz vagy hidroxidion) anyag az észter vagy az amid karbonilcsoportjában lévő szénatommal reagál. Bázikus oldatban a hidroxidionok erősebb nukleofilek a poláris molekuláknál, például a víznél. Savas közegben a karbonilcsoport protonálódik. A végeredmény mindkét hidrolízis esetében egy karbonsav.
Talán a legrégebben ismert és használt folyamat a szappanosítás (szappan képződése). Ez a trigliceridek (zsírok) hidrolízise erősen lúgos vizes oldatokkal, például nátrium-hidroxiddal (NaOH). A folyamatban glicerin keletkezik, a zsírsavak reagálnak a lúgokkal, közben sókat képeznek belőlük. A sókat szappanoknak nevezik, a háztartásokban széleskörűen elterjedt tisztítószerek.
Ezenkívül, az élő szervezetekben a legközönségesebb biokémiai reakciók (köztük az ATP-hidrolízis) enzimek hatására zajlik le. Az enzimek katalitikus volta engedi végbemenni a fehérjék, zsírok, olajok és szénhidrátok hidrolízisét. Példaként felhozhatók a proteázok (emésztést segítő enzimek, amelyek a fehérjékben lévő peptidkötéseket hidrolizálják, így bontják le azokat). Katalizálják a peptidláncokban a peptidkötéseket, ellentétben az exopeptidázokkal (az enzimek egy másik osztálya, amely a szélső peptidkötések hidrolízisét segíti elő, időnként felszabadítva egy-egy aminosavat).
Viszont a proteázok nem minden fehérje hidrolízisét katalizálják. Tevékenységük sztereo-szelektív: Csak bizonyos harmadlagos-proteineket vesznek célba, és valamiféle irányító erő szükséges, hogy az amid-csoportot a megfelelő pozícióban helyezzék el a katalízishez.

## Fordítás
Ez a szócikk részben vagy egészben  a   Hydrolysis című angol Wikipédia-szócikk ezen változatának fordításán alapul.  Az eredeti cikk szerkesztőit annak laptörténete sorolja fel. Ez a jelzés csupán a megfogalmazás eredetét és a szerzői jogokat jelzi, nem szolgál a cikkben szereplő információk forrásmegjelöléseként.